# Championnats d'Europe de natation 1958
Navigation
Édition précédente Édition suivante
La 9e édition des Championnats d'Europe de natation s'est déroulée du 31 août au 6 septembre 1958 à Budapest en Hongrie. La capitale hongroise a accueilli pour la deuxième fois de son histoire cet événement organisé par la Ligue européenne de natation après l'édition 1926. Trois disciplines de la natation — natation sportive, plongeon et water-polo — figuraient au programme, composé de 20 épreuves.

## Tableau des médailles
| Rang  | Nation               | Or | Argent | Bronze | Total |
| ----- | -------------------- | -- | ------ | ------ | ----- |
| 1     | Union soviétique     | 5  | 6      | 5      | 16    |
| 2     | Royaume-Uni          | 5  | 4      | 4      | 13    |
| 3     | Pays-Bas             | 5  | 3      | 0      | 8     |
| 4     | Hongrie              | 2  | 2      | 3      | 7     |
| 5     | Italie               | 1  | 2      | 2      | 5     |
| 6     | Suède                | 1  | 0      | 2      | 3     |
| 7     | France               | 1  | 0      | 0      | 1     |
| 8     | Allemagne de l'Ouest | 0  | 1      | 2      | 3     |
| 9     | Tchécoslovaquie      | 0  | 1      | 1      | 2     |
| 10    | Yougoslavie          | 0  | 1      | 0      | 1     |
| 11    | Allemagne de l'Est   | 0  | 0      | 1      | 1     |
| Total | Total                | 20 | 20     | 20     | 60    |

## Natation

### Tableau des médailles en natation
| Rang  | Nation               | Or | Argent | Bronze | Total |
| ----- | -------------------- | -- | ------ | ------ | ----- |
| 1     | Pays-Bas             | 5  | 3      | 0      | 8     |
| 2     | Royaume-Uni          | 4  | 3      | 4      | 11    |
| 3     | Union soviétique     | 3  | 4      | 2      | 9     |
| 4     | Italie               | 1  | 2      | 2      | 5     |
| 5     | Suède                | 1  | 0      | 1      | 2     |
| 6     | France               | 1  | 0      | 0      | 1     |
| 7     | Hongrie              | 0  | 2      | 2      | 4     |
| 8     | Tchécoslovaquie      | 0  | 1      | 1      | 2     |
| 9     | Allemagne de l'Ouest | 0  | 0      | 2      | 2     |
| 10    | Allemagne de l'Est   | 0  | 0      | 1      | 1     |
| Total | Total                | 15 | 15     | 15     | 45    |

### Résultats

#### Hommes
| Épreuve           | Or                                                                                    | Argent                                                               | Bronze                                                                |
| Nage libre        |                                                                                       |                                                                      |                                                                       |
| 100 m libre       | Paolo Pucci (ITA)                                                                     | Viktor Polevoy (URS)                                                 | Gyula Dobai (HUN)                                                     |
| 400 m libre       | Ian Black (GBR)                                                                       | Boris Nikitin (URS)                                                  | Paolo Galletti (ITA)                                                  |
| 1500 m libre      | Ian Black (GBR)                                                                       | József Katona (HUN)                                                  | Gennadiy Androsov (URS)                                               |
| Dos               |                                                                                       |                                                                      |                                                                       |
| 100 m dos         | Robert Christophe (FRA)                                                               | Leonid Barbier (URS)                                                 | Wolfgang Wagner (RDA)                                                 |
| Brasse            |                                                                                       |                                                                      |                                                                       |
| 200 m brasse      | Leonid Kolesnikov (URS)                                                               | Roberto Lazzari (ITA)                                                | Klaus Bodinger (FRG)                                                  |
| Papillon          |                                                                                       |                                                                      |                                                                       |
| 200 m papillon    | Ian Black (GBR)                                                                       | Pavel Pazdirek (TCH)                                                 | Graham Symonds (GBR)                                                  |
| Relais            |                                                                                       |                                                                      |                                                                       |
| 4 × 200 m libre   | Union soviétique Gennadiy Nikolayev Vladimir Struchanov Igor Luchkovski Boris Nikitin | Italie Frederico Dennerhein Paolo Galletti Angelo Romani Paolo Pucci | Hongrie József Katona Imre Nyéki György Muller Gyula Dobai            |
| 4 × 100 m 4 nages | Union soviétique Leonid Barbier Vladimir Minachkin Vitaliy Chenenkov Viktor Polevoy   | Hongrie Laszlo Magyar György Kunsagi György Tumpek Gyula Dobai       | Italie Gilberto Elsa Roberto Lazzari Frederico Dennerhein Paolo Rocco |

#### Femmes
| Épreuve           | Or                                                                       | Argent                                                                    | Bronze                                                                     |
| Nage libre        |                                                                          |                                                                           |                                                                            |
| 100 m libre       | Kate Jobson (SWE)                                                        | Cockie Gastelaars (NED)                                                   | Judy Grinham (GBR)                                                         |
| 400 m libre       | Jans Koster (NED)                                                        | Corrie Schimmel (NED)                                                     | Nancy Rae (GBR)                                                            |
| Dos               |                                                                          |                                                                           |                                                                            |
| 100 m dos         | Judy Grinham (GBR)                                                       | Margaret Edwards (GBR)                                                    | Larisa Viktorova (URS)                                                     |
| Brasse            |                                                                          |                                                                           |                                                                            |
| 200 m brasse      | Ada den Haan (NED)                                                       | Anita Lonsbrough (GBR)                                                    | Wiltrud Urselmann (FRG)                                                    |
| Papillon          |                                                                          |                                                                           |                                                                            |
| 100 m papillon    | Tineke Lagerberg (NED)                                                   | Aartje Voorbij (NED)                                                      | Marta Skupilova (TCH)                                                      |
| Relais            |                                                                          |                                                                           |                                                                            |
| 4 × 100 m libre   | Pays-Bas Corrie Schimmel Tineke Lagerberg Geertje Kraan Cocky Gastelaars | Royaume-Uni Judith Grinham Elspeth Ferguson Judith Samuel Diana Wilkinson | Suède Birgitta Eriksson Barbro Andersson Karin Larsson Kate Jobson         |
| 4 × 100 m 4 nages | Pays-Bas Lenie de Nijs Ada den Haan Aartje Voorbij Cocky Gastelaars      | Union soviétique Larisa Viktorova Eve Uusmees Galina Kamaeva Ulvi Voog    | Royaume-Uni Judy Grinham Anita Lonsbrough Christine Gosden Diana Wilkinson |

## Water-polo
| Épreuve | Médaille d'or | Médaille d'argent | Médaille de bronze |
| Hommes  | Hongrie       | Yougoslavie       | Urss               |

## Plongeon
| Épreuve         | Médaille d'or         | Médaille d'argent         | Médaille de bronze      |
| Hommes          |                       |                           |                         |
| Tremplin de 3 m | László Ujvári (HUN)   | Horst Rosenfeld (FRG)     | Roman Brener (URS)      |
| Haut vol à 10 m | Brian Phelps (GBR)    | Mikhail Chachba (URS)     | Jenö Marton (HUN)       |
| Femmes          |                       |                           |                         |
| Tremplin de 3 m | Ninel Krutova (URS)   | Charmian Welsh (GBR)      | Valentina Zhedova (URS) |
| Haut vol à 10 m | Alda Karaskaite (URS) | Raisa Gorokhovskaya (URS) | Birte Hanson (SWE)      |